# Winter-Universiade 2019/Biathlon
Bei der Winter-Universiade 2019 wurden neun Wettkämpfe im Biathlon ausgetragen.

## Bilanz

### Medaillenspiegel
| Platz  | Land       | Gold | Silber | Bronze | Gesamt |
| ------ | ---------- | ---- | ------ | ------ | ------ |
| 1      | Russland   | 8    | 7      | 6      | 21     |
| 2      | Norwegen   | 1    | –      | –      | 1      |
| 3      | Tschechien | –    | 1      | 1      | 2      |
| 4      | Belarus    | –    | 1      | –      | 1      |
| 5      | Frankreich | –    | –      | 2      | 2      |
| Gesamt | Gesamt     | 9    | 9      | 9      | 27     |

### Medaillengewinner

#### Männer
| Disziplin          | Gold             | Silber           | Bronze              |
| ------------------ | ---------------- | ---------------- | ------------------- |
| 10 km Sprint       | Eduard Latypow   | Dmitri Iwanow    | Nikita Porschnew    |
| 12,5 km Verfolgung | Dmitri Iwanow    | Nikita Porschnew | Eduard Latypow      |
| 15 km Massenstart  | Espen Uldal      | Maksim Warabej   | Adam Václavík       |
| 20 km Einzel       | Nikita Porschnew | Eduard Latypow   | Félix Cottet-Puinel |

#### Frauen
| Disziplin           | Gold                 | Silber               | Bronze            |
| ------------------- | -------------------- | -------------------- | ----------------- |
| 12,5 km Massenstart | Jekaterina Moschkowa | Jelisaweta Kaplina   | Jelena Tschirkowa |
| 7,5 km Sprint       | Jekaterina Moschkowa | Irina Kasakewitsch   | Tamara Woronina   |
| 10 km Verfolgung    | Jekaterina Moschkowa | Irina Kasakewitsch   | Tamara Woronina   |
| 15 km Einzel        | Natalja Gerbulowa    | Jekaterina Moschkowa | Jelena Tschirkowa |

#### Mixed
| Disziplin            | Gold                                     | Silber                        | Bronze                                 |
| -------------------- | ---------------------------------------- | ----------------------------- | -------------------------------------- |
| Single-Mixed-Staffel | Walerija Wasnezowa / Alexander Dedjuchin | Natálie Jurčová / David Tolar | Marine Challamel / Félix Cottet-Puinel |